# Пласидо, Ана
Ана Аугушта Виейра Пласидо (порт. Ana Augusta Vieira Plácido) или Ана Огуста ( 27 сентября, 1831, Королевство Португалия Порту — 20 сентября, 1895, Сан-Мигел-де-Сейде, Королевство Португалия) — португальская писательница и муза писателя Камилу Каштелу Бранку. Виконтесса Коррейя Ботельо.

## Биография
Анна Пласидо была дочерью Антонио Ходе Пласидо Браги и Аны Огусты Виейры. Когда Ане исполнилось 19 лет, отец вынудил её выйти замуж за торговца Мануэла Пиньейро Алвеса 43 лет, эмигранта из Бразильской империи, где он сделал своё состояние. Они поселились в Руа-ду-Альмада, в Порту.
В 1856 году Ана Пласидо, которая не отличалась внешней красотой, но была обаятельной и интересной личностью, познакомилась с Камилу Каштелу Бранку. В 1858 году у Аны родился сын, Мануэл Пласидо. Его отцом был признан муж писательницы Пиньейро Алвес, но многие авторы полагают, что это был сын Камилу. После того, как Мануэль Пласидо узнал об изменах жены, Анна Пласидо была арестована 6 июня 1860 года, однако, Камилу уклонялся от правосудия в течение некоторого времени, пока не был арестован 1 октября 1860 года. Оба содержались в тюрьме Cadeia da Relação в Порту, где они ожидали суда.
16 октября 1861 года суд вынес обвиняемым оправдательные приговор, после чего Камилу и Анна Пласидо начали жить вместе открыто. У них родились двое детей: Жорже Камилу в 1863 году и Нуну Пласидо в 1864 году.

## Литературная карьера
Сотрудничала с рядом изданий, в частности «Журналом современной Португалии и Бразилии» (1859-1865) и «Литературной газетой Порту» (1868), периодически печаталась в O Nacional, O Futuro (Рио-да-Жанейро), A Esperança – Semanário de Recreio Literário и других; переводила тексты, помогала Камилу в некоторых работах, а также посвятила себя поэзии. В течение её литературной карьеры несколько раз подписывалась псевдонимами, наиболее известные из которых Гастон Видаль де Негрейруш и Лопо де Соуза.

## Работы

### Неопубликованные
- «Via Dolorosa» (135 телеграмм 6/6/1859-11/9/1860) Дом-Музей Сан-Мигель-де-Ceide

### Опубликованные работы
- Luz coada por ferros. Escriptos originaes (в переводе с порт. — «Свет напряжён железом. Оригинальные записки»). Lisboa, na Typ Universal, 1863.
- [псевдоним Lopo де Соуза] Herança de Lágrimas (в переводе с порт. — «Наследие слёз»). Guimarães, Redacção Vimaranense, 1871.
- [псевдоним Lopo де Соуза], A Promessa (в переводе с порт. — «Обещание»). Almanaque da Livraria Internacional, Porto, Livr. Internacional, 1873.
- Cartas Inéditas da segunda mulher de Camillo Castello Branco (в переводе с порт. — «Неопубликованные письма второй женщины Камилу Каштелу Бранку»), Lisboa, 1916.